# Kim Bôi
Kim Bôi is een district in de provincie Hoa Binh in noordwestelijk Vietnam. Het is vooral bekend vanwege de warmwaterbronnen en het drinkbaar water.